# IAI Arava
Dimensions
Le IAI Arava est un appareil de transport israélien ADAC construit de la fin des années 1960 jusqu’en 1988. Il s'agit d'un bimoteur bipoutre à ailes hautes. Il était destiné aussi bien au marché civil (A-101 et 102) qu'au marché militaire (A-201 et A-202). Il a été surtout exporté dans les pays d'Amérique du Sud.

## Historique
En 1966, IAI commença l'étude, sur fonds propre, d'un appareil de transport, fret ou passagers, ADAC pouvant utiliser une piste d'atterrissage peu ou pas préparées.
Afin de parvenir à ces objectifs, l'Arava fut conçu autour d'un fuselage semi-monocoque en forme de barrique qui à l'arrière pouvait s'ouvrir en deux parties afin de faciliter le chargement ou déchargement, avec une aile haute, et un train tricycle fixe. L'empennage bidérive était supporté par deux poutres situées dans l'alignement des nacelles moteurs.
Les études de marchés réalisées avant la production montrèrent un besoin de plus de 2 000 exemplaires pour le marché civil, et IAI espérant en produire entre 200 et 400. Quand la production fut lancée IAI réalisa que ce besoin était largement surestimé et se tourna vers la production militaire et principalement l’Armée de l’Air. Celle-ci eut une position plutôt étonnante pour l’époque en déclarant qu’elle n’avait pas besoin de ce type d’appareil et que son rôle n’était pas de supporter l’industrie locale.

## Versions civiles

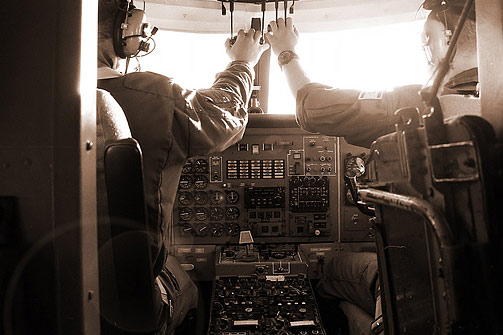
Cockpit d'un Arava.

La version civile A-101 vit le jour en premier. Son premier vol eut lieu le 27 novembre 1969 et sa certification civile FAA eu lieu en 1972.
- A-101 : version civile emportant 24 passagers, curieusement cette version ne fut jamais commercialisée, mais remplacée par le A-101B.
- A-101B : version destinée au marché américain et emportant 19 passagers ou 1 815 kg de fret.
- A-102 : version améliorée, pouvant être aménagée pour le transport de 20 passagers ou VIP (12 passagers) ou évacuation médicale ou autre (cargo, appareil de recherche et laboratoire...) ou de lutte contre l'incendie. Dans cette dernière configuration l'Arava était équipé de flotteur d'une capacité de 1 T d'eau, avec des écopes escamotables.

## Versions militaires
- A-201 : version militaire pouvant emporter 24 hommes de troupe ou du fret. Il existe aussi un dérivé :

pour la surveillance maritime et/ou lutte ASM
pour la guerre électronique
- A-202 : version au fuselage allongé disposant d'ailettes Whitcomb, dont la capacité passe à 30 soldats ou 20 paras.

Armement : Version 202 : 2 mitrailleuses de 12,7 mm plus paniers lance-roquettes de 82 mm- En option une mitrailleuse tirant vers l'arrière avec pointage de tir à distance.

## Engagements
Lors de la guerre du Kippour, trois Arava (un prototype A-102 et deux A-201 construits pour un client étranger) furent réquisitionnés par l'Armée et furent utilisés intensément aussi bien sur le front du Sinaï, que sur le front du Golan. À la fin de la guerre, fortement impressionnée par les qualités ADAC de l’appareil, l'Armée de l'Air Israélienne commanda au moins 9 exemplaires (A-202), qui furent utilisés lors de l’intervention Opération Paix en Galilée et après.
Une centaine d'exemplaires furent construits toutes versions confondues.

## Utilisateurs

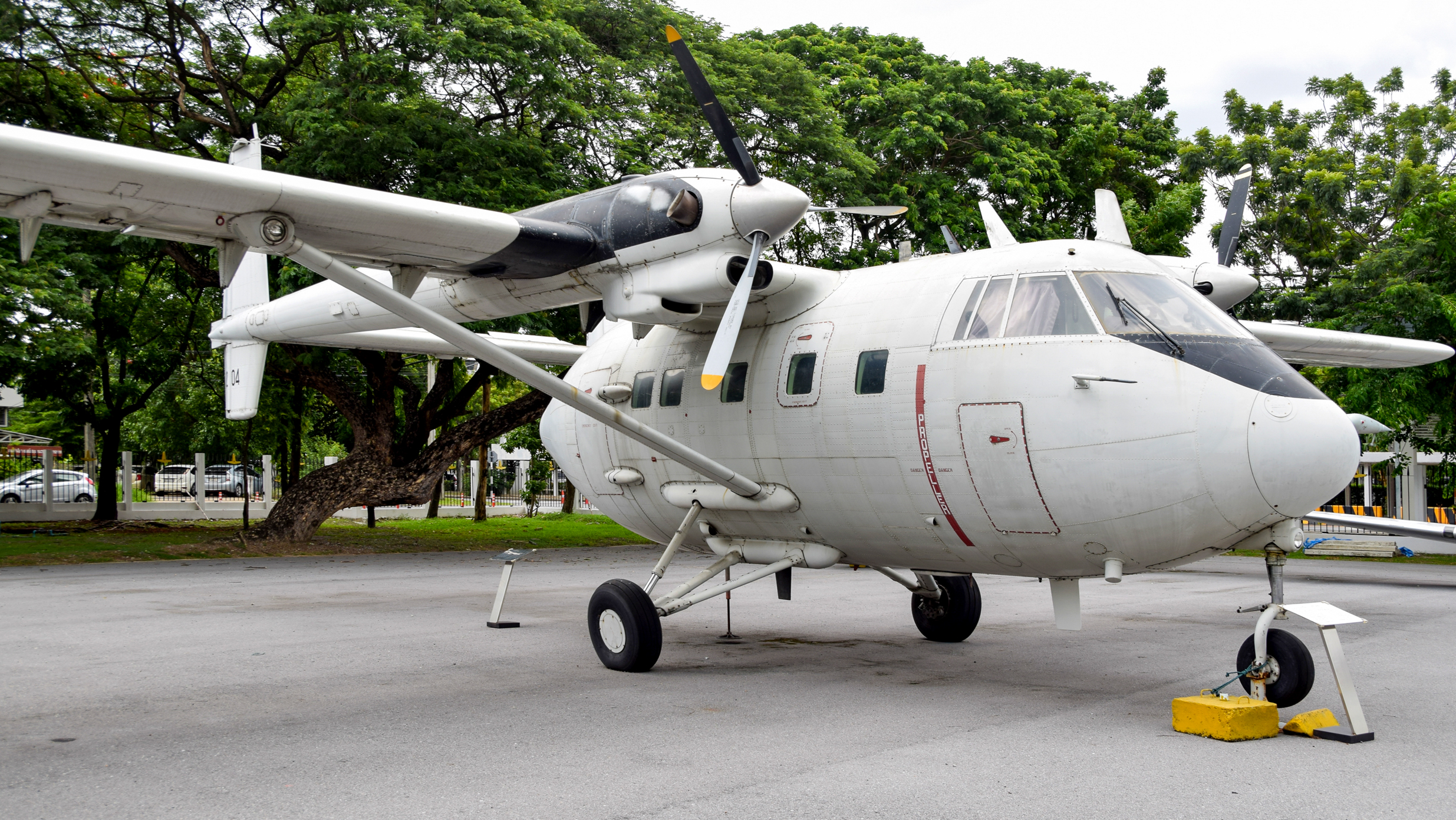
Une IAI Arava thaïlandaise (2023)

- Bolivie
- Cameroun
- Colombie
- Équateur
- Guatemala
- Honduras
- Israël (1973-2004)
- Mexique
- Salvador
- Eswatini
- Thaïlande
- Venezuela

### Aéronefs comparables
- Miles Aerovan (en)
- de Havilland Canada DHC-6 Twin Otter
- Antonov An-28
- CASA C-212
- Short Skyvan
- Let L-410 Turbolet
- PZL M-28 (en)